# Verão Quente (telenovela)
Verão Quente é uma telenovela portuguesa, exibida na RTP1, entre 1993 e 1994. É da autoria de Manuel Arouca e Nicolau Breyner (†) A realização esteve a cargo de Régis Cardoso (†) e Nicolau Breyner (†), os cenários a cargo de Miguel Sá Fernandes e a música de Rosa Lobato de Faria (†) e Thilo Krasmann (†). Foi transmitida entre 11 de Outubro de 1993 e 8 de Abril de 1994, com 130 episódios.

## Sinopse
A história centra-se no Verão quente de 1993 e fala sobre o empresário Luís Arruda (Nicolau Breyner) (†), um emigrante português radicado no Brasil, que nunca quis mudar de nacionalidade, apesar de ter passado por países como a Índia ou os países de África, na exploração do gás e do café. Após muitos anos de ausência, onde no Brasil reuniu uma incalculável e multimilionária fortuna, Luís Arruda decide regressar definitivamente ao seu país de origem. Homem considerado por todos como "O Português Mais Rico do Mundo", traz consigo um ambicioso projecto de criação de uma fundação cuja actividade visa promover, a nível global, as culturas representadas pelos diversos países que compõe a Lusofonia, cujo nome da empresa será Fundação Arruda. Segundo ele diz, "tudo o que tenha a ver com a cultura portuguesa". Para que tal se torne numa realidade, será necessário ter como aliado do Luís Arruda uma empresa conceituada de construção civil em Portugal. Para isso, Luís manda o seu afilhado Américo (José Raposo), conhecido pelo seu computador cheio de todos os dados pessoais de todas as pessoas envolvidas com Luís Arruda, investigar duas empresas relacionadas e duas famílias relacionadas às mesmas empresas.
A primeira empresa é a Queiroz, S.A., empresa fundada pelo empresário Alfredo Queiroz (Rui Mendes), homem simpático, bem educado, mas sem escrúpulos. Alfredo Queiroz enviuvou muito cedo e ficou com dois filhos: Filipe (Alexandre Veiga) e Mónica (Rita Loureiro). O filho Filipe passa a vida a aventurar-se nas praias, no surf, o desporto que mais adora. Mónica é uma mulher cheia de sonhos e namora com o José Castro, mais conhecido por Zé (Manuel Wiborg), filho de Teresa Castro (Márcia Breia), pessoa muito trabalhadora mas doente, pois tem que fazer a medicação da hemodiálise.
A novela começa propositadamente com o funeral do pai de Zé, que foi um funcionário público que amealhou com todos os seus anos de trabalho uma pequena fortuna de 2 milhões de escudos, 2000 contos, que Zé quer aplicar na bolsa, com a ajuda do advogado Duarte Vale (Rui Luís Brás), para ganhar mais dinheiro e dar uma boa vida à sua namorada Mónica. Mas o maior problema é que Alfredo está contra o namoro deles e vai fazer de tudo para destruir esse amor, e casar a filha à força com o advogado Sérgio Vale (João Grosso), irmão de Duarte, com quem está de relações cortadas, mas tem sido de extrema utilidade para as informações transmitidas por este a Alfredo. Para isso, Alfredo manda o empregado Alberto (Manuel Cavaco) espiar todos os passos e actividades de Mónica e Zé às escondidas e manda Sérgio boicotar o negócio que Zé quer fazer na bolsa com o dinheiro do pai, tudo para que a filha se separe de Zé, fazendo com que este perca todo o dinheiro do pai na bolsa e tente recuperar o dinheiro a todo o custo. Alfredo mantém uma relação escondida com a secretária Isabel Alves (Helena Isabel), sua amante. Esta também vai ajudar Alfredo a tentar destruir o amor de Mónica e Zé.
A segunda empresa é a Paisagem, empresa liderada por Fernando Franco (Filipe Ferrer) (†), casado com Maria Franco (Ana Zanatti), de quem tem duas filhas: Vera (Sofia Sá da Bandeira) e Sofia (Carla Salgueiro). Vera é uma mulher dedicada aos estudos e Sofia é mais virada para praia e diversão. Vera vai ser convidada por Luís a trabalhar na futura Fundação Arruda e isso poderá provocar alguns dissabores. Sofia namora com Filipe, namoro mal visto pelo seu pai Fernando, homem extremamente conservador que defende que as filhas devem casar-se com pessoas de nome que defendam a moral. E os motivos que levam a esta atitude de Fernando é que este está em pé de guerra com Alfredo. Ambos não se podem ver, situação pior do que guerras entre cães e gatos. Ambos tem conhecimento da chegada de Luís Arruda a Portugal e ambos estão interessados em fazer negócio com o empresário, ao contrário de Fernando, que é informado da situação ela sua secretária Ana Paula (Ana Wilson), e que encara Luís como um homem sem carácter, mas recua devido ao facto de Alfredo e da sua empresa estarem envolvidas. Luís, inteirado da situação, faz uma conferência de imprensa para a divulgação do empreendimento. A divulgação de um empreendimento de tal magnitude  envolve milhares de contos e coloca, face a face, os dois empresários. Ambos serão sujeitos a um concurso. A empresa que apresentar melhores condições para construir a Fundação será a eleita por Luís Arruda. Se um deles não conseguir fazer negócio, tal provocará em si e na empresa um valente revés. Entre os dois empresários vai travar-se uma luta desenfreada que envolverá uma teia longa de influências e corrupção. Mas não se fica por aqui: Luís está de relações cortadas com a sua filha Alice (Maria João Luís), advogada de alto prestígio, com quem deseja muito fazer as pazes, devido a ter provocado um pé-de-guerra, por causa do namorado dela, César Nunes (Tozé Martinho) (†), que é um verdadeiro crápula que ilude Alice e tem um caso amoroso com a mãe dela. Alice é amiga do advogado Miguel (José Pedro Gomes), que vai defender João Fonseca (Paulo Oom) num caso de recuperação da guarda da sua filha Ritinha (Inês), filha roubada de suas mãos pela sua sogra Margareth Gordon (Mariana Rey Monteiro), mulher extremamente má que vai fazer de todo para que João tenha a vida desgraçada para sempre. O problema é que Miguel é casado com Joana (Filomena Gonçalves), de quem tem uma filha, filha essa que pode ficar cega devido a uma grave doença dos olhos. A sua vida de advogado faz com que a sua relação com Joana seja complicada e Miguel vai tentar fazer de tudo para salvar a filha da cegueira, recebendo de imediato uma proposta irrecusável de Margareth. Mais histórias se desenrolarão, como a história do bêbado Joel Pereira (Morais e Castro) (†), casado com Alda Pereira (Manuela Maria), governanta da casa de férias de Alfredo, que tiveram já há muito tempo atritos com Luís Arruda, ambos pais de Cristina (Teresa Corte-Real), empregada do Tio Chico no café, e António Pedro (Ricardo Carriço), que trabalha para Carlinhos (António Assunção) (†), bandido chefe de um gang ladrão de carros, cujo material roubado é desmontado e vendido separadamente no mercado negro. Quem está perdida de amores por ele é Isilda (Ana Bastos), mulher apadrinhada desde bebé pelo Tio Chico (Armando Cortêz), proprietário de um café onde Joel se afoga no vinho tinto, pai de Tómané (Fernando Mendes). Isilda é filha de Carminda (Linda Silva) (†), prostituta há muitos anos, que se viu obrigada a entregar a guarda de Isilda ao Tio Chico, por causa da vida que leva. Chico também está apaixonado por Carminda e quer casar-se com ela, mas Carminda está sempre renitente. Isilda fica enamorada por Carlinhos e chega a ser noiva dele, mas quando descobre o canalha que ele é, chega a prostituir-se, tal e qual como a mãe, mas os seus amigos e a sua família vão fazer de tudo para a ajudar a enfrentar aquele desgosto. Zé vai ser ajudado por Topê para tentar recuperar o dinheiro que perdeu do pai, e para isso, vai-se envolver com Isabel, a secretária do Queiroz. Para não falar no caso amoroso que Luís teve com Maria e poderá voltar a ter, e na chegada da sua mulher brasileira, Simone Arruda (Betty Faria). Simone é uma mulher ambiciosa que tem muitos objectivos na vida, e representa em Portugal um consórcio brasileiro também interessado na construção da Fundação e no seu concurso. A chegada da brasileira vai complicar a vida da Queiroz e da Paisagem, que põem de lado as suas divergências e decidem combater o consórcio da brasileira. Simone, como não dá ponto sem nó, decide aliar-se com Carmo, que futuramente será namorada de Duarte. E quando Joel sabe da chegada de Luís, Joel pede ajuda a ele e ameaça-o de contar à imprensa sobre um crime que ele cometeu em África, com a sua ajuda. O que Joel sabe é um dos maiores  mistérios da história. Todas estas histórias e muitas outras vão fazer com que o Verão de 1993 se transforme num período de guerras e lutas, e num longo e sensual VERÃO QUENTE.

## Elenco
Referência:
- Alexandre Veiga - Filipe Queiroz
- Ana Bastos - Isilda
- Ana Wilson - Ana Paula
- Ana Zanatti[6][7][8] - Maria Franco
- António Aldeia - Capanga de Carlinhos
- António Assunção (†) - Carlinhos
- António Feio (†) - Lúcio Oliveira (Engenhocas)
- António Rocha (†) - Capanga de Carlinhos
- Armando Cortez (†) - Francisco Gomes (Tio Chico)
- Armando Venâncio - Padre Belmiro
- Bárbara Trofa Real
- Beto - Tim (capanga de Carlinhos)
- Betty Faria[6][9][10] - Simone Arruda
- Carla Salgueiro - Sofia Franco
- Cremilda Gil[11] (†) -  Aida Fonseca
- Cristina Gomes - Marina (secretária da Queiroz S.A.)
- Fernando Mendes[12] - Tomané (António Manuel)
- Filipe Ferrer[6] (†) - Fernando Franco
- Filomena Gonçalves[13] - Joana Carvalhosa
- Helena Isabel[14] - Isabel Alves
- Helena Laureano - Carmo Cabral Monteiro
- Inês Rebelo de Andrade - Rita Gordon Fonseca (Ritinha)
- Isabel-Victoria da Motta - Celeste Feijão
- João Grosso - Sérgio Vale
- Jorge Silva - Vasco Correia
- José Pedro Gomes - Miguel Carvalhosa
- José Raposo - Américo
- Linda Silva (†) - Carminda
- Luís Pavão - Moreira
- Manuel Cavaco[15] - Alberto
- Manuel Wiborg - José Castro (Zé)
- Manuela Maria - Alda Pereira
- Márcia Breia - Teresa Castro
- Maria João Baginha - Susana
- Maria João Luís[6] - Alice Arruda
- Maria José Brás
- Maria de Lima[16] - Virgínia
- Mariana Rey Monteiro†  [17] (†) - Margareth Gordon
- Mila Ferreira[18] - Fátima
- Morais e Castro (†) - Joel Pereira
- Nicolau Breyner [6][19] (†) - Luís Arruda
- Paula Cruz - Madalena Pimenta
- Paulo Oom - João Fonseca
- Ricardo Carriço[20] - António Pedro (Topê) Pereira
- Rita Loureiro[21] - Mónica Queiroz
- Rui Luís (†) - Mestre Artur
- Rui Luís Brás[22] - Duarte Vale
- Rui Mendes - Alfredo Queiroz
- Sofia Sá da Bandeira[6] - Vera Franco
- Teresa Côrte-Real[23] - Cristina Pereira
- Tozé Martinho[24] (†) - César Nunes
- Vanessa Williams - Fernanda (secretária de Alice e Miguel)

## Participações
- Benjamim Falcão - Juiz
- Carla Pires - Carla (secretária morena de Alice e Miguel)
- João Mais - Dr. Dimas (candidato à administração da Fundação)
- José Boavida (†) - Lopes da Silva
- José Simão - Barros (testemunha da acusação no julgamento de Topê e Zé)
- Luís Zagalo (†) - Juiz
- Paulo Vasco - Inspector da PJ que investiga os carros roubados
- Regina Paula - Lúcia (empregada da loja de César)
- Roberto Candeias - Inspector da PJ que investiga os carros roubados
- Rosa Guerra - Balbina (dona do cabeleireiro onde Fátima trabalha)
- Rui Fernandes - Colega de Duarte e Carmo na corretora da Bolsa

## Curiosidades
- Na sequência das telenovelas bem sucedidas Cinzas e A Banqueira do Povo, a RTP continuava a apostar nas telenovelas portuguesas aos finais de tarde.
- Depois de duas histórias fortíssimas, Manuel Arouca propõe uma telenovela mais "leve" que as anteriores, mas com a força necessária para dar sucesso à novela. Praia, gente jovem e bonita foram os ingredientes. A novela fez um belo êxito, mas passou em "brancas nuvens", não mantendo os bons índices de audiência das duas antecessoras, devido à exibição da telenovela brasileira Renascer na SIC.
- A novela estreou a 11 de Outubro de 1993 e esteve em antena durante 7 meses, terminando em Abril de 1994.
- Betty Faria protagonizou a novela ao lado de Nicolau Breyner (†) e Ana Zanatti, vindo expressamente do Brasil para isso. Betty fez uma bela interpretação, mas o triângulo amoroso não provocou muito impacto e não teve mais desenvolvimentos no enredo, devido a uma certa falta de química entre Nicolau (†) e Ana Zanatti.
- A Ritinha, filha da personagem de Paulo Oom, foi interpretada por Inês Rebelo de Andrade, filha de Sofia Sá da Bandeira. Mãe e filha chegaram a contracenar várias vezes ao longo da novela. Por uma questão de segurança e privacidade, o nome de Inês apenas aparecia nos créditos finais e sem o apelido, apenas o nome próprio.
- Helena Isabel voltou a fazer de "amante", papel que já havia feito em Cinzas, e em simultâneo fez de "vilã", uma das melhores de sempre, ao lado de Rui Mendes, Manuel Cavaco, António Assunção (†) e João Grosso.
- Grande parte do elenco de Cinzas voltou a ser chamado pela NBP para esta novela.
- Manuela Maria arrancou gargalhadas com a sua personagem da beata Alda, juntamente com a disputa futebolística das personagens de Armando Cortez (†) e Fernando Mendes. Ambos os papéis foram bem conseguidos.
- Depois da novela "Chuva na Areia", esta foi a segunda vez que é abordada a homossexualidade numa produção nacional[25]
- A RTP Memória reexibiu esta telenovela nas seguintes datas: Em 2012 no horário das 17 horas, em substituição á telenovela Passerelle, sendo substituída pela telenovela Cinzas; em 2014  no horário das 17 horas e em 2015 no horário das 12 horas na RTP Memória
- Foi durante a rodagem de Verão Quente que foi descoberto o namoro de Sofia Sá da Bandeira e Nicolau Breyner (†). Algo que fez correr muita tinta na imprensa na altura, pelo facto de Nicolau ainda estar casado com Cláudia Ramos, pela grande diferença de idades entre ambos e pelo facto de as suas personagens na novela se envolverem.
- Tal como na novela anterior Cinzas, as gravações decorreram nos Estúdios da Nova Imagem em Cabo Ruivo, Lisboa. Durante as gravações, António Parente e Nicolau Breyner compraram um pavilhão em Vialonga que passou a ser o estúdio oficial da NBP, sendo que só a novela seguinte Na Paz dos Anjos é que já foi lá gravada.